# Leichtathletik-Länderkämpfe mit bundesdeutscher Beteiligung 1962
| Leichtathletik-Länderkämpfe mit bundesdeutscher Beteiligung 1962 | Leichtathletik-Länderkämpfe mit bundesdeutscher Beteiligung 1962 | Leichtathletik-Länderkämpfe mit bundesdeutscher Beteiligung 1962 | Leichtathletik-Länderkämpfe mit bundesdeutscher Beteiligung 1962 |
| ---------------------------------------------------------------- | ---------------------------------------------------------------- | ---------------------------------------------------------------- | ---------------------------------------------------------------- |
|                                                                  |                                                                  |                                                                  |                                                                  |
| 1. Länderkampf 1962, Straßenlauf (Männer): NLD – FRG – SUI       |                                                                  |                                                                  |                                                                  |
| Assen 13. Mai 1962                                               | Assen 13. Mai 1962                                               | 1. FRG 2. SUI 3. NLD                                             | 4:53:38,2 h 5:04:21,6 h 5:07:33,0 h                              |
| 2. Länderkampf 1962, Geher (Männer): FRG – SUI                   |                                                                  |                                                                  |                                                                  |
| Frankfurt am Main 10. Juni 1962                                  | Frankfurt am Main 10. Juni 1962                                  | 1. FRG 2. SUI                                                    | 32 P 12 P                                                        |
| 3. Länderkampf, 1962, Männer: ITA – FRG                          |                                                                  |                                                                  |                                                                  |
| Rom 23./24. Juni 1962                                            | Rom 23./24. Juni 1962                                            | 1. FRG 2. ITA                                                    | 118 P 90 P                                                       |
| 4. Länderkampf 1962, Männer: SUI – FRG                           |                                                                  |                                                                  |                                                                  |
| Zürich 1./2. September 1962                                      | Zürich 1./2. September 1962                                      | 1. FRG 2. SUI                                                    | 142 P 68 P                                                       |
| 5. Länderkampf 1962, Männer: FRA – FRG                           |                                                                  |                                                                  |                                                                  |
| Paris 29./30. September 1962                                     | Paris 29./30. September 1962                                     | 1. FRA 2. FRG                                                    | 113 P 98 P                                                       |
| 6. Länderkampf 1962, Geher (Männer): FRA – FRG                   |                                                                  |                                                                  |                                                                  |
| Paris 30. September 1962                                         | Paris 30. September 1962                                         | 1. FRG 1. FRA                                                    | 11 P                                                             |
| 7. Länderkampf 1962, Zehnkampf (Männer): SUI – FRG               |                                                                  |                                                                  |                                                                  |
| Liestal 6./7. Oktober 1962                                       | Liestal 6./7. Oktober 1962                                       | 1. FRG 1. SUI                                                    | 38 P 18 P                                                        |
| 8. Länderkampf 1962, Männer: FRG – POL                           |                                                                  |                                                                  |                                                                  |
| Frankfurt am Main 13./14. Oktober 1962                           | Frankfurt am Main 13./14. Oktober 1962                           | 1. POL 2. FRG                                                    | 106,5 P 104,5 P                                                  |
| 9. Länderkampf 1962, Frauen: POL – FRG                           |                                                                  |                                                                  |                                                                  |
| Posen 14. Oktober 1962                                           | Posen 14. Oktober 1962                                           | 1. POL 2. FRG                                                    | 59 P 47 P                                                        |
| 10. Länderkampf 1962, Männer: FRG – Südamerika                   |                                                                  |                                                                  |                                                                  |
| Saarbrücken 20./21. Oktober 1962                                 | Saarbrücken 20./21. Oktober 1962                                 | 1. FRG 2. Südamerika                                             | 132 P 79 P                                                       |
| 11. Länderkampf 1962, Männer: IND – FRG                          |                                                                  |                                                                  |                                                                  |
| Neu-Delhi 25. Oktober 1962                                       | Neu-Delhi 25. Oktober 1962                                       | 1. FRG 2. IND                                                    | 10 Siege 8 Siege                                                 |
| Chronik                                                          |                                                                  |                                                                  |                                                                  |
| ← Länderkämpfe 1961                                              | ← Länderkämpfe 1961                                              | Länderkämpfe 1963 →                                              | Länderkämpfe 1963 →                                              |

Im Jahr 1962 wurden elf Leichtathletikländerkämpfe mit bundesdeutscher Beteiligung ausgetragen. Das waren sechs weniger als im Vorjahr, 1961 war die bis dahin höchste Anzahl an Länderkämpfen seit Beginn dieser Veranstaltungen im Jahr 1921 durchgeführt worden. Der Fokus im Jahr 1962 lag vor allem auf den Europameisterschaften in Belgrad, sodass weniger Zeit für Länderkampfveranstaltungen blieb. Das deutsche Team schnitt bei diesem Jahreshöhepunkt mit vier Gold-, elf Silber- und fünf Bronzemedaillen als drittbeste Nation klar hinter der siegreichen Sowjetunion (13 Gold- / 6 Silber- / 10 Bronzemedaillen) und knapp hinter den zweitplatzierten Briten (5 G / 3 S / 6 B) ab.
Aufgeführt sind hier die Länderkämpfe bundesdeutscher Leichtathleten. Die Sportler der DDR führten nach der deutschen Teilung im Jahr 1949 eigene Veranstaltungen durch.
Die Frauen bestritten nur einen Vergleich, die Männer zehn. Von den Männerbegegnungen wurden zwei im Bereich Gehen und eine im Bereich Straßenlauf durchgeführt. Die weiteren sieben Aufeinandertreffen der Männer fanden wie gewohnt in Form von Veranstaltungen mit einer Mischung allgemeiner leichtathletischer Disziplinen statt.

## Besonderheiten
Am Ende der Saison wurde wieder eine Länderkampfreise unternommen. In diesem Jahr ging es nach Indien, allerdings waren die Männer diesmal alleine unterwegs. Am 25. Oktober traten sie in Neu-Delhi zu einem Vergleich mit Indien an, der an einem Tag durchgeführt wurde und einem anderen Wertungsmodus unterlag als bei Länderkämpfen ansonsten üblich.
Zum ersten Mal in der Länderkampfgeschichte gab es einen Vergleich mit einem Kontinent. Kurz vor Beginn der Reise nach Indien trugen die Männer am 20./21. Oktober in Saarbrücken eine Begegnung mit Südamerika aus.

## Bilanz
In der Saison 1962 gab es für die bundesdeutschen Männer in ihren zehn Länderkämpfen zwei Niederlagen. Verloren gingen die Begegnungen mit Frankreich in Paris am 29./30. September und mit Polen in Frankfurt am Main am 13./14. Oktober. Darüber hinaus endete das Treffen der Geher mit Frankreich am 30. September in Paris mit einem Unentschieden. Die anderen acht Vergleiche des Jahres 1962 konnten die bundesdeutschen Männer für sich entscheiden. Die Männer hatten damit am Ende der Saison in ihren seit dem ersten Länderkampf 1921 insgesamt 184 Vergleichen 153 Siege und zwei Unentschieden erzielt sowie 29 Niederlagen erlitten. Nur gegen die USA hatte Deutschland weiterhin noch keinen Erfolg vorzuweisen und war diesem Gegner bei zwei Vergleichen 1938 und 1961 unterlegen.
Die Frauen mussten in ihrem einzigen Länderkampf 1962 eine Niederlage einstecken. Auch sie verloren gegen Polen, die Begegnung wurde am 14. Oktober in Posen ausgetragen. Damit hatten die deutschen Leichtathletinnen seit dem ersten Frauenländerkampf 1928 in fünfzig Aufeinandertreffen jetzt insgesamt vierzig Siege errungen, ein Unentschieden erzielt und neun Niederlagen hinnehmen müssen. Eine negative Bilanz hatten sie gegenüber England, der Sowjetunion und dem Britischen Empire, ausgeglichen war der Stand mit Polen, alle anderen Bilanzen waren positiv.
In der Gesamtsumme aller Länderkämpfe mit deutscher bzw. bundesdeutscher Beteiligung hatten Deutschlands Leichtathleten von 234 Vergleichen 193 gewonnen, 38 verloren und drei Unentschieden erzielt. Vier der Niederlagen stammten dabei aus zweiten Plätzen in Begegnungen mit mehr als zwei Nationen: zwei aus den von Schweden siegreich gestalteten allgemeinen Vergleichen, eine aus dem von den Niederlanden gewonnenen Straßenlaufwettkampf in der Saison 1951 und zwei aus von der Schweiz siegreich gestalteten Straßenlauf-Vergleichen.

## Wertungsmodus
Die Regeln zur Punktevergabe wurden diesmal nicht in allen Länderkämpfen nach dem üblichen Wertungssystem angewendet, im Aufeinandertreffen mit Indien war alleine die Zahl der Siege ausschlaggebend. Ansonsten wurde in den Einzeldisziplinen nach dem Standard gewertet, das heißt: Platz 1: 5 P, Pl. 2: 3 P, Pl. 4: 1 P. In weiteren Begegnungen mussten aufgrund anderer Rahmenbedingungen – mehr als zwei Teilnehmer je Nation in der Wertung oder mehr als ein Gegnerland – andere Regeln zur Punktevergabe zur Anwendung kommen. Auch in den Staffeln gab es bei der Punktevergabe eine Abweichung vom Standard. In der Begegnung mit Italien wurden vier zu zwei Punkte verteilt anstelle von standardmäßig fünf zu zwei.

## Straßenlauf-Länderkampf der Männer gegen die Niederlande und die Schweiz
Der erste Vergleich des Jahres 1962 war wieder ein Länderkampf im Straßenlauf. Gegner waren die Niederlande und die Schweiz. Im letzten Jahr war Österreich noch als vierte Nation beteiligt gewesen, nachdem es bis 1959 sieben Aufeinandertreffen im Straßenlauf zwischen der Schweiz, Österreich und der Bundesrepublik Deutschland gegeben hatte und 1960 die Niederlande als viertes Land hinzugekommen war. Im aktuellen Jahr war Österreich nicht dabei. Austragungsort am 13. Mai war die niederländische Stadt Assen. Die bundesdeutschen Läufer erzielten die in der Summe deutlich schnellste Zeit. Knapp elf Minuten zurück folgte die Schweiz auf dem zweiten Platz. Die diesmal drittplatzierten Niederländer lagen gut drei Minuten hinter den Schweizern.

## Geher-Länderkampf der Männer gegen die Schweiz
Auch der zweite Vergleich in dieser Saison war wieder ein Aufeinandertreffen in einer bestimmten leichtathletischen Wettkampfart. Am 24. September trafen sich die Bundesrepublik Deutschland und die Schweiz in Frankfurt am Main zum siebten Mal in einer Begegnung der Geher. Auf dem Programm standen wieder zwei Wettbewerbe. Zuvor hatte die Schweiz vier Mal gewonnen, die Bundesrepublik zwei Mal. Mit 32 zu zwölf Punkten kamen die bundesdeutschen Athleten hoch überlegen zu ihrem dritten Sieg in diesen Vergleichen mit der Schweiz.

## Länderkampf der Männer gegen Italien
Im dritten Vergleich trafen sich die bundesdeutschen Männer wie beim letzten Zweiländerkampf dieser beiden Nationen 1959 in Rom mit Italien. Zwischenzeitlich hatte es außerdem zwei Begegnungen in Sechsländerkämpfen gegeben. Alle diese Aufeinandertreffen hatte Deutschland für sich entschieden. Auch jetzt lag die bundesdeutsche Mannschaft wieder vorn und siegte deutlich mit 118 zu neunzig Punkten.

## Länderkampf der Männer gegen die Schweiz
Im vierten Länderkampf des Jahres kam es am 1./2. September für die bundesdeutschen Männer nach dem Vergleich der Geher am 10. Juni nun auch zu einer Begegnung im allgemeinen leichtathletischen Programm mit der Schweiz. In Zürich trugen die beiden Länder ohne Zählung der Geher- und Straßenlauf-Begegnungen und des Sechsländerkampfs im letzten Jahr ihren 26. Vergleich in einem Zweiländerkampf aus. In fast all diesen traditionellen Treffen der beiden Nationen hatte Deutschland gesiegt, nur 1955 hatten die Schweizer Sportler vorne gelegen, als die Bundesrepublik Deutschland gleichzeitig noch zwei weitere Vergleiche mit den Niederlanden und mit Dänemark durchgeführt und damit drei verschiedene Teams zu stellen hatte. In Zürich siegte die Bundesrepublik mit 142 zu 68 Punkten sehr klar. Es war der letzte bundesdeutsche Länderkampf vor Beginn der Europameisterschaften, die vom 12. Bis 16. September in Belgrad stattfanden.

## Länderkampf der Männer gegen Frankreich
Am 29./30. September trafen die bundesdeutschen Männer im ersten Länderkampf nach den Europameisterschaften zum achtzehnten Mal in einem Zweiländerkampf auf Frankreich. Darüber hinaus hatte es mehrere Sechsländerkämpfe mit deutscher und französischer Beteiligung gegeben. Dieser fünfte Länderkampf der Saison 1961 wurde in der französischen Hauptstadt Paris ausgetragen. Deutschland hatte noch keine Begegnung mit Frankreich verloren, doch in diesem Jahr musste sich das bundesdeutsche Team mit 98 zu 113 Punkten geschlagen geben.

## Geher-Länderkampf der Männer gegen Frankreich
Auch die bundesdeutschen und französischen Geher nutzten das Wochenende am 30. September zu einem ersten Länderkampf miteinander. Es war der sechste Vergleich der Saison 1962. In den Aufeinandertreffen der Geher wurden in der Regel zwei Wettbewerbe ausgetragen. Hier stand jedoch nur ein Straßengehen über zwanzig Kilometer auf dem Programm, das am 30. September ebenfalls in Paris ausgetragen wurde. In der Endabrechnung kam es mit elf zu elf Punkten zu einem Unentschieden.

## Zehnkampf-Länderkampf der Männer gegen die Schweiz
Im Schweizer Liestal in der Nähe von Bern trugen die Leichtathleten aus der Schweiz und der Bundesrepublik Deutschland ihren bereits dritten Länderkampf des Jahres aus. Am 10. Juni hatten sich die Geher in Frankfurt am Main am Main getroffen, am 1./2. September hatte in Zürich ein Vergleich mit dem allgemeinen leichtathletischen Programm stattgefunden. Am 6./7. Oktober maßen sich nun die Schweizer und bundesdeutschen Zehnkämpfer. Nach 1959 war es die zweite Begegnung dieser Art zwischen den beiden Ländern. Die Bundesrepublik Deutschland sicherte sich auch in diesem zweiten Aufeinandertreffen den Sieg wieder deutlich mit 38 zu achtzehn Punkten.

## Länderkampf der Männer gegen Polen
Den achten Länderkampf des Jahres bestritten die Männer gegen die starken Polen. Zuletzt hatten sich die polnischen Athleten 1960 ziemlich deutlich durchgesetzt, nachdem es in den fünf Aufeinandertreffen davor immer sehr eng zugegangen war. Drei Mal hatte die Bundesrepublik gewonnen, zwei Mal Polen und einmal hatte es ein Unentschieden gegeben. Am 13./14. Oktober kam Polen in Frankfurt am Main mit 106,5 zu 104,5 Punkten zu einem sehr knappen Sieg – seinem dritten – und gestaltete die Bilanz damit ausgeglichen. Auch die Frauen der beiden Länder trafen an diesem Wochenende aufeinander, allerdings fand diese Veranstaltung in Polen statt.

## Länderkampf der Frauen gegen Polen
Im neunten Ländervergleich kamen endlich auch die Frauen zum Zug und trugen ihre einzige Begegnung des Jahres aus. Am 14. Oktober traten sie in Posen zu ihrem fünften Vergleich mit Polen an. Drei Mal hatten die bundesdeutschen Leichtathletinnen gewonnen, im letzten Aufeinandertreffen 1960 hatte es in Lüneburg ein Unentschieden gegeben. Hier in Posen mussten nun auch die Frauen ihre erste Niederlage gegen Polen hinnehmen, mit 59 zu 47 Punkten gab es einen polnischen Sieg.

## Länderkampf der Männer gegen Südamerika
Im zehnten Vergleich des Jahres kam es zu einer Premiere. Zum ersten Mal trat Deutschland gegen einen Kontinent an. Die Begegnung mit Südamerika wurde am 20./21. Oktober in Saarbrücken ausgetragen und endete mit einem bundesdeutschen Sieg. Das Team gewann mit 132 zu 79 Punkten gegen Athleten aus Argentinien, Brasilien, Chile, Kolumbien, Guatemala, Peru und Venezuela.

## Länderkampf der Männer gegen Indien
Den elften und letzten Vergleich trugen die bundesdeutschen Männer im Rahmen ihrer Reise nach Indien aus. Am 25. Oktober fand in Neu-Delhi die erste Begegnung mit den indischen Leichtathleten statt. Mit Rücksicht auf die unterschiedliche Teilnehmerzahl in den achtzehn Wettbewerben wurde vereinbart, dass nicht die übliche Punktevergabe mittels der Platzierung der Teilnehmer den Länderkampf entschied, sondern die Zahl der Siege. Die Bundesrepublik Deutschland entschied den Vergleich unter schwierigen Bedingungen mit zehn zu acht Siegen am Ende für sich.